# DAVINCI
DAVINCI (Deep Atmosphere Venus Investigation of Noble gases, Chemistry, and Imaging) è una futura missione spaziale composta da un orbiter e da una sonda atmosferica per esplorare il pianeta Venere. Insieme alla missione VERITAS, che studierà anch'essa Venere, è stata selezionata dalla NASA il 2 giugno 2021 come prossima missione del suo programma Discovery.
L'orbiter scatterà immagini di Venere a più lunghezze d'onda, mentre la sonda atmosferica studierà la composizione chimica dell'atmosfera di Venere, scattando fotografie e analizzando l'atmosfera durante la sua discesa. L'obiettivo è comprendere l’origine dell'atmosfera, come si è evoluta e perché è così diversa dall'atmosfera della Terra e di Marte.
Le misurazioni effettuate da DAVINCI aiuteranno a indagare sulla presenza passata dell'acqua su Venere e sui processi chimici dell'inesplorata atmosfera inferiore. Prima di raggiungere la superficie, la sonda catturerà immagini ad alta risoluzione del terreno ondulato del pianeta (chiamate tesserae), restituendo le prime immagini della superficie del pianeta dai tempi del lander sovietico Venera 14 nel 1982.

## Storia
Kavian Jones Discovery della NASA, il cui budget previsto era di 450 milioni di dollari. Il 30 settembre 2015 DAVINCI è stata selezionata come una delle cinque proposte finaliste, tuttavia, il 4 gennaio 2017 vennero scelte le missioni Lucy e Psyche come 13ª e 14ª missione Discovery.
Il progetto venne rivisto e riproposto come DAVINCI+ per la selezione del programma Discovery nel 2019. Nel giugno 2021, la NASA selezionò la proposta come una delle future missioni della classe Discovery. Dopo la selezione il nome della missione è stato ripristinato in DAVINCI.
Il Principal investigator di DAVINCI è James B. Garvin del Goddard Space Flight Center (GSFC) della NASA, mentre i vice ricercatori principali sono Stephanie Getty e Giada Arney.
Nella stessa selezione oltre a DAVINCI venne approvata anche un'altra missione per Venere, VERITAS, il cui obiettivo sarà di mappare le caratteristiche della superficie di Venere tramite un radar, per far luce sulla sua storia e capire perché il pianeta si è sviluppato in modo così diverso dalla Terra.

## Obiettivi
DAVINCI sarà la prima sonda ad entrare nell'atmosfera di Venere dopo le sonde sovietiche Vega nel 1985, e la prima sonda atmosferica della NASA dopo la missione Pioneer Venus Multiprobe del 1978. DAVINCI effettuerà misurazioni dirette nei due terzi inferiori della massa atmosferica.
La sonda non è destinata a funzionare una volta toccata la superficie di Venere. Tuttavia, esiste la possibilità che sopravviva all'impatto a una velocità di circa 12 m/s. In tal caso i suoi strumenti potrebbero continuare a funzionare per altri 17-18 minuti in condizioni ideali.
Gli obiettivi scientifici della missione sono: 
- Comprendere l'origine dell'atmosfera di Venere, come si è evoluta e perché è così diversa dalle atmosfere della Terra e di Marte.
- Indagare sulla possibilità che in passato su Venere esistesse un oceano e sui processi chimici in atto nella bassa atmosfera venusiana.
- Ottenere immagini ad alta risoluzione delle caratteristiche geologiche (tessere) di Venere, che aiuteranno a valutare se il pianeta ha una tettonica a placche e comprendere meglio come si formano i pianeti terrestri.

## Strumentazione scientifica

### Sonda atmosferica
La sonda che scenderà nell'atmosfera venusiana è dotata di 4 strumenti:
- VMS (Venus Mass Spectrometer), uno spettrometro di massa per identificare in situ le abbondanze di gas ed eventualmente scoprire tracce di gas rari presenti nell'atmosfera di Venere. Lo strumento è simile all'analizzatore di massa a quadrupolo SAM del rover marziano Curiosity.[14]
- VTLS (Venus Tunable Laser Spectrometer), spettrometro di assorbimento basato su un diodo laser regolabile che deve misurare in situ e con altissima sensibilità i rapporti di gas rari e isotopi contenuti nell'atmosfera di Venere. L'obiettivo è cercare di spiegare i processi chimici in atto negli strati superiori delle nubi e in prossimità della superficie. Lo strumento è simile allo spettrometro che fa parte del laboratorio SAM del rover su Marte Curiosity.
- VASI (Venus Atmospheric Structure Investigation) misurerà la pressione, la temperatura e la velocità del vento da un'altitudine di 70 chilometri fino alla superficie con una risoluzione 10 volte maggiore (o più) dello strumento Pioneer Venus.
- VenDI (Venus Descent Imager), fotocamera che produrrà centinaia di immagini ad alto contrasto della zona di discesa con risoluzioni che permettano di identificare la storia dei processi sedimentari e di produrre un quadro topografico con una risoluzione di pochi metri. La sonda atmosferica è dotata anche di una telecamera a infrarossi ad alta sensibilità. VenDI è simile alle fotocamere di Curiosity Mast Camera (Mastcam), Mars Descent Imager (MarDI) e Mars Hand Lens Imager (MAHLI).

### Orbiter
L'orbiter è dotato di una telecamera multispettrale che riprenderà immagini del pianeta nell'ultravioletto e nel vicino infrarosso alla lunghezza d'onda di 1 micron, con una telecamera ad ampio campo che fornirà una copertura globale. L'imaging verrà effettuato durante due sorvoli di Venere prima del dispiegamento della sonda, seguiti da una fase di telerilevamento orbitale per assistere la discesa della sonda.